# Commercy
Commercy je francouzská obec v departementu Meuse v regionu Grand Est. V roce 2010 zde žilo 6 340 obyvatel. Je centrem arrondissementu Commercy.

## Vývoj počtu obyvatel
Počet obyvatel